# Ilie Purcaru
Ilie Purcaru (n. 5 noiembrie 1933, Râmnicu Vâlcea, România – d. 10 octombrie 2008) a fost un publicist și poet român.

## Biografie
S-a născut la Râmnicu Vâlcea în familia profesorilor Ioan și Aurora Purcaru (n. Năchiescu). Tatăl său era originar din Craiova, iar mama sa din Târgu Cărbunești. A urmat studiile primare (1940–1944), studiile secundare la Liceul „Frații Buzești” din Craiova (1944–1950), apoi Școala de Literatură „Mihai Eminescu” din București (1950–1951).
După absolvirea studiilor, a lucrat ca redactor la Scînteia (1951–1958), Contemporanul (1960–1961) și Luceafărul (1962–1964). A fost decorat în anul 1964 cu Ordinul Muncii clasa a III-a „cu ocazia aniversării a 20 de ani de la apariția ziarului «Scînteia tineretului», pentru merite deosebite în muncă”.
În 1964 s-a mutat la Craiova unde a reînființat revista Ramuri, o fostă revistă-reper a culturii românești interbelice, pe care a condus-o timp de cinci ani (1964–1969). În paginile suplimentului literar „Povestea vorbei”, coordonat de Miron Radu Paraschivescu, au publicat tineri scriitori care au devenit ulteriori renumiți. Aici a apărut, de asemenea, Dicționarul de filosofie românească. A fost, în paralel, redactor-șef adjunct al ziarului Înainte din Craiova (1964–1968), apoi redactor-șef adjunct al ziarului Scînteia tineretului (1969–1972) și al ziarului Tribuna României (1972–1974), membru al Consiliului de conducere al Uniunii Scriitorilor din România (1968–1972), lucrând apoi ca redactor la revista Argeș (1974), redactor la Flacăra (1974–1987), redactor-șef al revistei Fapta (1990), al ziarului Națiunea (1990–1991) și al revistelor România internațională (1992), România Magazin (1993) și Regăsirea (1997).
După Revoluția din decembrie 1989 a crezut că România va traversa o perioadă de înflorire culturală, dar a fost dezamăgit de evoluția economică și culturală a țării, precum și de scindarea lumii literare. În ultimii ani de viață s-a retras din viața publică și a trăit discret până în octombrie 2008 când a murit.

## Activitatea literară
A debutat ca jurnalist în 1949 în revista Caiet literar din Craiova. A fost preocupat de problemele contemporane și a publicat mai multe cărți de reportaje mai întâi pe un ton entuziast ca Zile fierbinți (1955), Ev nou în Țara Banilor (1961), Harpe și ape. Album dunărean (1962), Escale spre noi înșine (1966) și Paralaxe la „Miorița” (1978), apoi pe un ton intelectualist ca Colocvii. Artistul și opera sa, de la I. L. Caragiale la Eugen Barbu (1964), Poezie și politică (1972) și România – convergențe la universal (1975).
A mai scris câteva volume de poezii: Bunica Beps (1974), Geografii rebele (1984) sau Mauzoleul Bunicii Beps (1999). A fost distins cu Premiul C.C. al U.T.C. (1967), cu Premiul Uniunii Scriitorilor din România (1975) și cu Premiul Asociației Scriitorilor din Craiova (1980).

## Comunism și protocronism
După ce în anii 1950 a fost un activist cultural zelos al regimului comunist, Ilie Purcaru a trecut spre sfârșitul anilor 1960, ca și Paul Anghel, în tabăra jurnaliștilor naționaliști, scriind „pledoarii adesea extravagante și nebuloase ori polemic agresive”. Raportul final al Comisiei Prezidențiale pentru Analiza Dictaturii Comuniste din România redactat în 2006 sub conducerea istoricului Vladimir Tismăneanu îl înscrie pe Ilie Purcaru printre „exponenții protocronismului”, alături de Paul Anghel, Eugen Barbu, Corneliu Vadim Tudor, Doru Popovici, Dan Zamfirescu, Ilie Bădescu, Ion Lăncrănjan, Pompiliu Marcea, Ion Dodu Bălan, Dinu Săraru, Adrian Păunescu, Mihai Ungheanu, Nicolae Dan Fruntelată și Artur Silvestri.
A rămas atașat regimului comunist până la capăt, același raport citând o descriere extatică a Elenei Ceaușescu realizată în 1986 de Ilie Purcaru: „Femeia care astăzi, alături de bărbatul de la cârma țării, ia pe umerii ei – fragili ca orice umeri de femeie, dar puternici și neclintiți datorită convingerilor ei ferme și neabătute – sarcini și răspunderi copleșitoare, servind națiunea cu un devotament de care nu a dat dovadă nici o altă femeie înaintea ei”.

## Distincții
- Ordinul Muncii clasa a III-a (6 noiembrie 1964) „cu ocazia aniversării a 20 de ani de la apariția ziarului «Scînteia tineretului», pentru merite deosebite în muncă”[4]
- Ordinul „Meritul Cultural” clasa a V-a (25 decembrie 1967) „pentru merite deosebite în opera de construire a socialismului, cu prilejul celei de-a XX-a aniversări a proclamării Republicii”[11]

## Opera
- Zile fierbinți, reportaj, în colab. cu V. Negru, București, 1955;
- Calitatea producției – onorarea fabricii, Bucuresti, 1956;
- Ev nou în Țara Banilor, București, 1961;
- Harpe și ape. Album dunărean, București, 1962;
- Colocvii. Artistul și opera sa de la I. L. Caragiale la Eugen Barbu (în colab. cu Ștefan Bănulescu), București, 1964;
- Escale spre noi înșine, București, 1966;
- Focuri în junglă. File dintr-un jurnal de reporter, București, 1967;
- La Roumanie, București, 1967 (ed. a II-a, 1969);
- Poezie și politică. Convorbiri cu…, București, 1972;
- Țara Banilor, Craiova, 1972;
- Un elefant pentru doi oameni. Scurt periplu prin civilizațiile tinere ale planetei, Craiova, 1973;
- Asaltul, Craiova, 1974;
- Bunica Beps, versuri, București, 1974;
- România – convergențe la universal, București, 1975;
- Încă 3 km până la apele vii. Schiță la un portret al satului oltean, Craiova, 1976;
- Paralaxe la „Miorița”. 30 de sate în 30 de ani, București, 1978;
- Planuri în lut, Craiova, 1979;
- Marșul de August, poem, București, 1980;
- Țara Loviștei – oameni și locuri, București, 1980;
- Geografii rebele, versuri, București, 1984;
- Vorbesc țăranii, București, 1985;
- Literatură și națiune, interviu, București, 1986;
- Carte cu olteni și neolteni care au consacrat Oltenia oltenilor, Craiova, 1988;
- Mauzoleul Bunicii Beps, versuri, București, 1999;
- O expediție în Sahara olteană, reportaj, Craiova, 2001;
- Eu și Dunărea, reportaj, București, 2003.